# Kurarua chujoi
Kurarua chujoi là một loài bọ cánh cứng trong họ Cerambycidae.